# Literaire Uitgeverij De Beuk

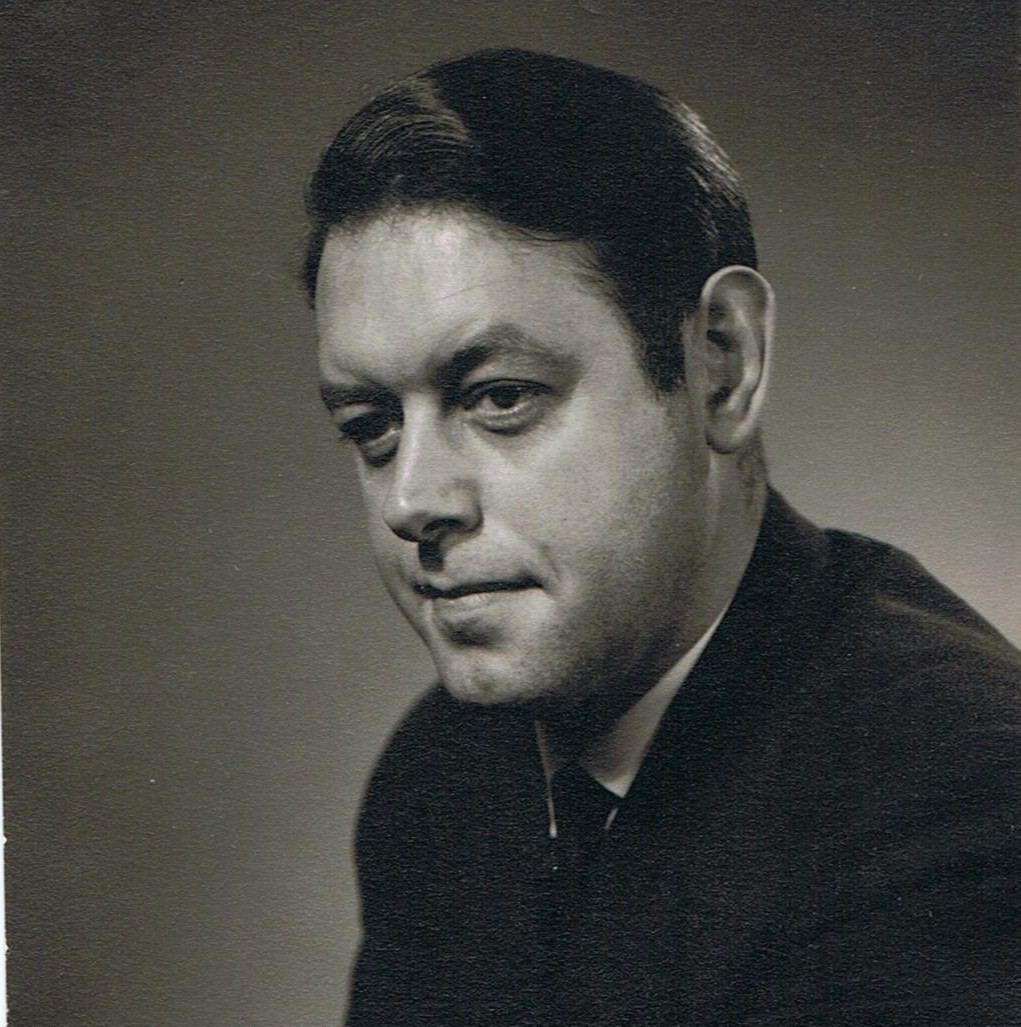
W.J. Simons

De Literaire Uitgeverij De Beuk is een Nederlandse uitgeverij opgericht als De Beuk, Stichting Literaire Publicaties.

## Oprichting
De Beuk, Stichting voor literaire publicaties werd op 7 april 1953 opgericht door Wim J. Simons (1926-2005), Johan Polak (1925-1992) en Frits Knuf (1925-1999). Doelstelling van De Beuk was het in de handel brengen van literair werk dat vanwege de speciale aard of de beperkte omvang niet of moeilijk door de reguliere commerciële uitgeverijen kon worden uitgegeven.

## Voorgeschiedenis
In 1953 stelde Wim Simons het boekje Vrije Vogels samen, een bloemlezing van proza en poëzie over boeken en lezen dat als speciaal boekenweekgeschenk werd uitgebracht door de Amsterdamse boekhandel J.H. & G. van Heteren. Deze uitgave bracht Simons op het idee om zelf boeken uit te gaan geven op niet-commerciële basis ter promotie van aanstormend talent. Simons benaderde Johan Polak en Frits Knuf, en samen vormden zij het driemanschap dat aan de basis van De Beuk stond. Op 7 april 1953 zetten zij hun handtekening onder de stichtingsakte, waarin de comparanten verklaarden dat zij ieder uit hun vermogen een bedrag van twee gulden en vijftig cent bijdroegen aan het kapitaal van de stichting. Het kapitaal van de nieuwe uitgeverij bestond bij oprichting dus uit Hfl. 7,50.

## Stichting
Er werd gekozen voor een stichtingsvorm, omdat het niet in de bedoeling van de oprichters lag om winst te maken of zelf uit De Beuk inkomen te verwerven. Het eerste foldertje van De Beuk omschrijft de doelstelling als: het uitgeven van literair werk, dat om verschillende redenen in Nederland niet onder de aandacht van het publiek kan worden gebracht, en dat tegen een zo laag mogelijke prijs. Om aan financiële middelen te komen werd er naast de uitgeverij een vereniging opgericht, de Vriendenkring van De Beuk. Dit idee ontleenden de drie stichters aan een soortgelijk initiatief van Leo Simons, in 1905 oprichter van de Maatschappij voor Goede en Goedkope lectuur, later de Wereldbibliotheek. 
Nog in april 1953 noteerde de Vriendenkring de eerste veertig leden die voor een rijksdaalder vijf boekjes zouden ontvangen. Verder werd, om wat gewicht aan het driemanschap te geven, een raad van advies in het leven geroepen, die hen terzijde zou staan bij de keuze van de uit te geven teksten. In de raad van advies zaten onder andere Garmt Stuiveling, Piet Meertens, Jac. van Hattum en Kees Lekkerkerker. Verder was Henk van Laatum in de beginjaren actief als productieleider, verzorgde Wim Langeveld de publiciteit en hield Gonnie Horbach zich bezig met de administratie.

## De eerste jaren
In 1953 verscheen de eerste uitgave van De Beuk, de verhalenbundel verhalen De Spiegel van Jac. van Hattum. Bij de oprichting van de Vriendenkring en bij het werven van leden werden drie verschillende series aangeboden. De serie A, met hedendaagse Nederlandse letterkunde, serie B, met teksten uit de klassieke Nederlandse letterkunde (reeds overleden schrijvers van wie het werk al lange tijd niet meer verkrijgbaar was) en serie C, met historische teksten. De voorkeur van de leden ging duidelijk uit naar de eerste twee series. 
In serie A werd begonnen met een oplage van 1000 exemplaren per titel en in serie B met een oplage van 500 exemplaren. In de eerste reeks van serie A verschenen behalve De Spiegel het titelloze verzendebuut van Martin A. Veltman, het gedicht Heren zeventien van Simon Vinkenoog (met omslagtekening van de toen nog nauwelijks bekende Lucebert), de verzenbundel Schilderkunst van Hans Andreus en het door Catharina Ypes vertaalde essay De schrijver van de Italiaan Giovanni Papini. In serie B verschenen als eerste Besliste volzinnen van Jacob Israël de Haan, verzorgd door Kees Lekkerkerker, dat meteen als een van de vijftig best verzorgde boeken werd bekroond, voorts de gedichtencyclus Legenden van de ene weg van Albert Verwey (in tekstverzorging van zijn dochter Mea Nijland-Verwey), de bloemlezing Minneliederen van Jacob Westerbaen, Veertig gedichten, de verzamelde poëzie van F.L. Hemkes en Sonetten van Jacobus Revius (in tekstverzorging van Wim Simons). 
In de periode daarna verschenen bij De Beuk onder meer de door Hans Lodeizen verzorgde vertaling van Leda van Paul Eluard, Achter tralies waarmee Piet Apol debuteerde, de verzenbundel Met man en muis van Remco Campert, Kinderhand van Til Brugman, de titelloze bundel vertalingen van verzen van William Butler Yeats door A. Roland Holst,  Maar en toch van Jan Hanlo, De sprong der paarden en de zoete zee van Harry Mulisch, Fabels met kleurkrijt van Simon Vestdijk en Lady Godiva op scooter van Sybren Polet.

## Amsterdams tijdschrift voor letterkunde
Een zichzelf respecterende literaire uitgeverij heeft een eigen tijdschrift, met een eigen mening en een duidelijk eigen gezicht, vond het driemanschap van De Beuk. Zo ontstond het Amsterdams tijdschrift voor letterkunde onder hoofdredactie van Wim Simons met Martin A. Veltman als redactiesecretaris en Sonja Witstein, Joop Doorman, Hans Eyl, Johan Polak, Peter Rijser en Frits Staal als redacteuren. In een inleidend artikel verklaarde de redactie “ernstig bezwaar (te hebben) tegen die moderne stromingen die een vat vol nieuws lanceren op grond van een druppel kennis van zaken omtrent het laakbare oude.”
De redactie bleek echter te weinig eensgezind om een duidelijke lijn naar buiten toe te brengen. Een en ander escaleerde toen Johan Polak en Wim Simons na de dood van P.N. van Eyck met een speciaal aan hem gewijd nummer wilden komen. Tegen de zin van de andere redactieleden dreven zij als uitgevers van De Beuk hun zin door en publiceerden een speciaal Van Eyck-nummer onder hun eigen naam. Door interne verdeeldheid, gebrek aan goede kopij en te beperkte afzetmogelijkheden moest de uitgave na twee jaargangen in september 1955 worden gestaakt.

## Het vervolg
Tegen het einde van de jaren vijftig trokken Johan Polak en Frits Knuf zich terug uit De Beuk. Johan Polak begon een eigen uitgeverij en Frits Knuf een antiquariaat. Simons besloot om De Beuk alleen voort te zetten. Om aan een inkomen te komen richtte hij zich, naast zijn werkzaamheden voor de uitgeverij, op het schrijven van boeken en artikelen. De ‘Vriendenkring’ groeide gestaag en het ledenaantal bewoog zich in de richting van 2000. Toch ontstonden er problemen als gevolg van toenemende drukkersprijzen, waardoor de abonnementsprijzen zouden moeten worden opgetrokken van een rijksdaalder tot 15 gulden. Ook nam het aantal vrijwilligers af. 
Begin jaren 60 besloot Simons daarom om de 'Vriendenkring' en de uitgave van de series te staken en zich te beperken tot afzonderlijke uitgaven in kleinere oplagen en een kleiner titelaanbod. Ook richtte hij het Adviesbureau Auteursbelangen op waarmee hij debuterende schrijvers hielp om zich op de kaart te zetten. Soms is dit met een uitgave bij De Beuk, maar hij beveelt ook vaak andere uitgevers aan.

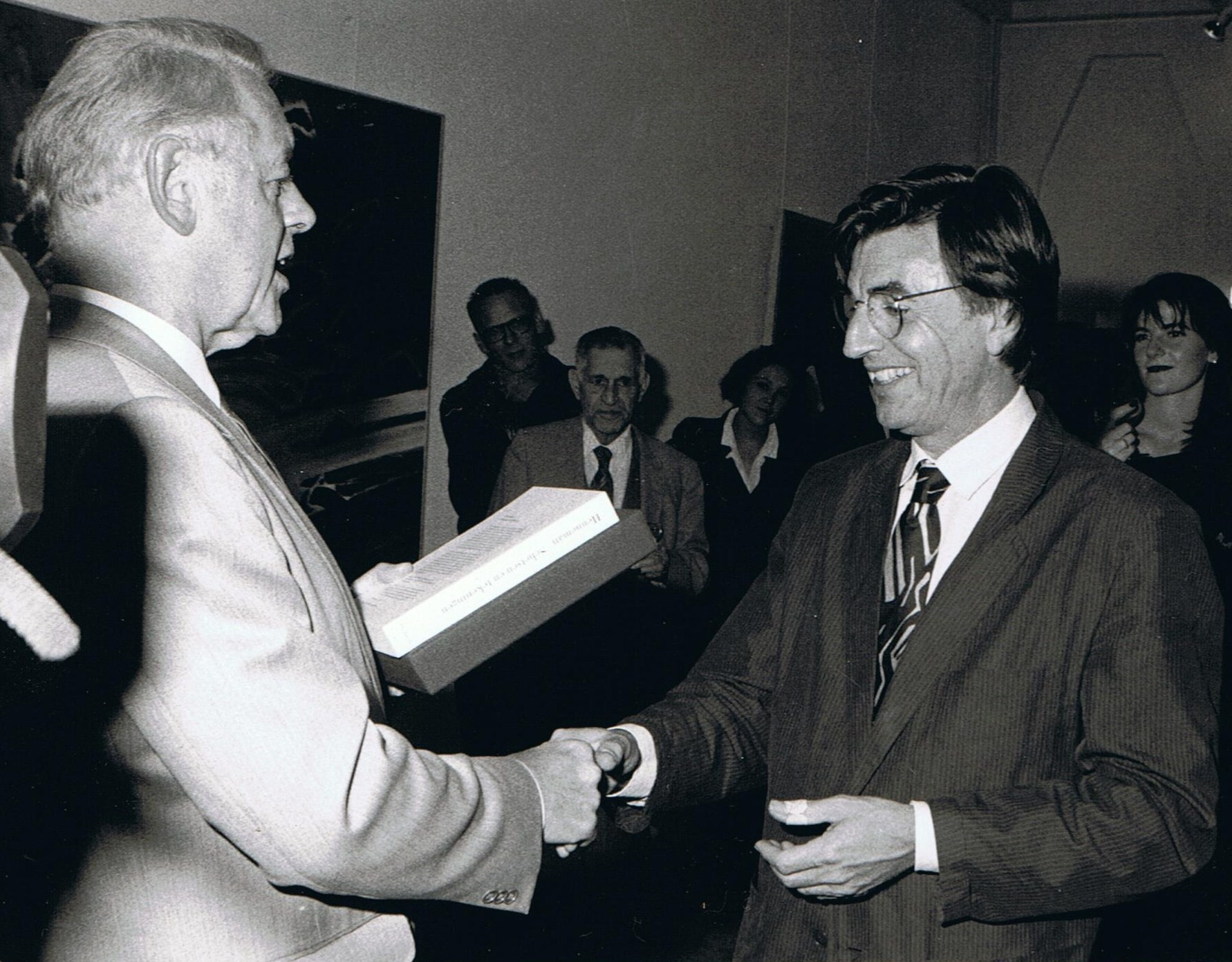
Wim Simons overhandigt eerste exemplaar aan Jeroen Henneman

## Bijzondere uitgaven
De Beuk werkte niet alleen met dichters en schrijvers, maar ook met kunstenaars. Zo verscheen in 1990 een speciale uitgave Schetsen en tekeningen van Jeroen Henneman, een facsimile-uitgave van een schetsboek van de Amsterdamse kunstenaar met tekeningen en voorstudies bij het gedicht ‘Opus Gran’ van Harry Mulisch. Met kunstenaar Jorg Remé maakte De Beuk de bibliofiele uitgave ‘Das Augenmesser’, in een oplage van 130 genummerde exemplaren. 
In 1992 publiceerde De Beuk Alles bleef zoals het niet was, een gedichtenbundel van J.H. van Geemert met illustraties van acteur en kunstenaar Jeroen Krabbé. Van deze uitgave verscheen tevens een genummerde en gesigneerde bibliofiele editie.

## Carla Dura
Carla Dura (1935-2011), vanaf de jaren 80 levenspartner van Wim J. Simons, werkte aanvankelijk als redactrice bij De Beuk maar werd steeds meer een dragende en sturende kracht, de persoon die samen met Simons de inhoud en strategie van de uitgeverij bepaalde. Ze debuteerde in 1983, op 48-jarige leeftijd, met de dichtbundel Een winter lang bij De Beuk. In totaal publiceerde ze circa zeventien dichtbundels. De meeste verschenen bij Uitgeverij De Beuk. Vaak zijn de werken geïllustreerd en/of bijzonder uitgegeven. Zo bracht De Beuk in 1997 Het woord is blind uit met tekeningen van de Nederlandse kunstenaar Jörg Remé.
Na het overlijden van Wim J. Simons gingen enkele dichters van De Beuk gezamenlijk verder onder de naam Dichterscollectief 2006. Naast Carla Dura waren dit ook Anton Gerits, Jan Verhoef en Lou Vleughelhof.

## Quote
Bovendien zijn er nog lieve, kleine uitgevers, zoals Wim Simons met zijn Stichting De Beuk, die hier met een tafel vol boekjes aanwezig is. Zo'n man is net zoveel waard voor het behoud van ons vaderland als een waterstaatsingenieur, die onze bodem droog en leefbaar houdt, schrijft Max Dendermonde op 14 november 1987 in Hollands Dagboek.